# Lymantria obsoleta
Lymantria obsoleta este o specie de molii din genul Lymantria, familia Lymantriidae, descrisă de Walker 1855 Conform Catalogue of Life specia Lymantria obsoleta nu are subspecii cunoscute.